# オスロ空港

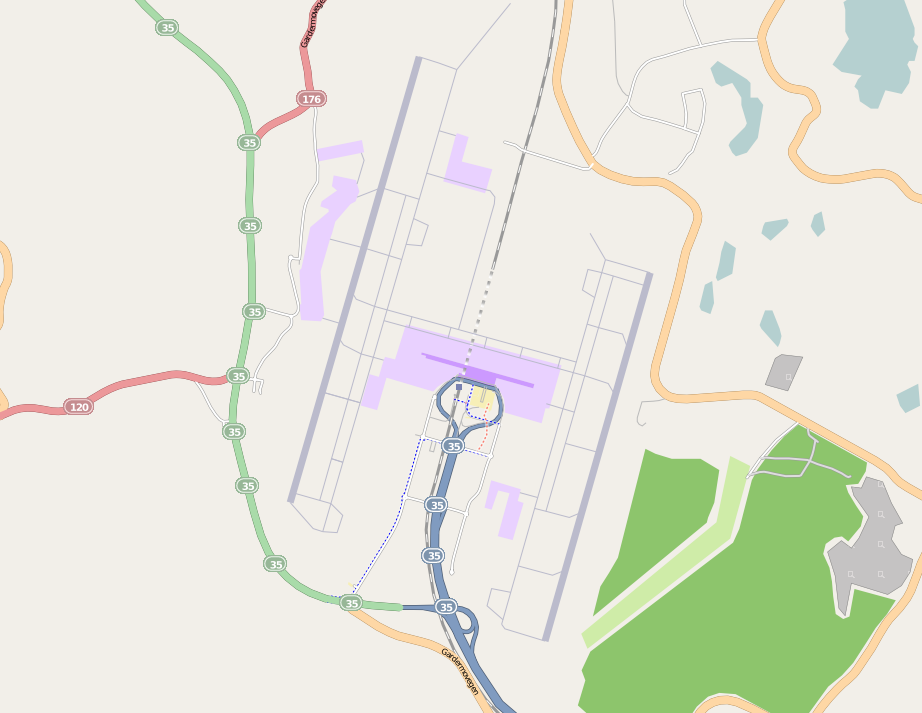
オスロ空港の地図

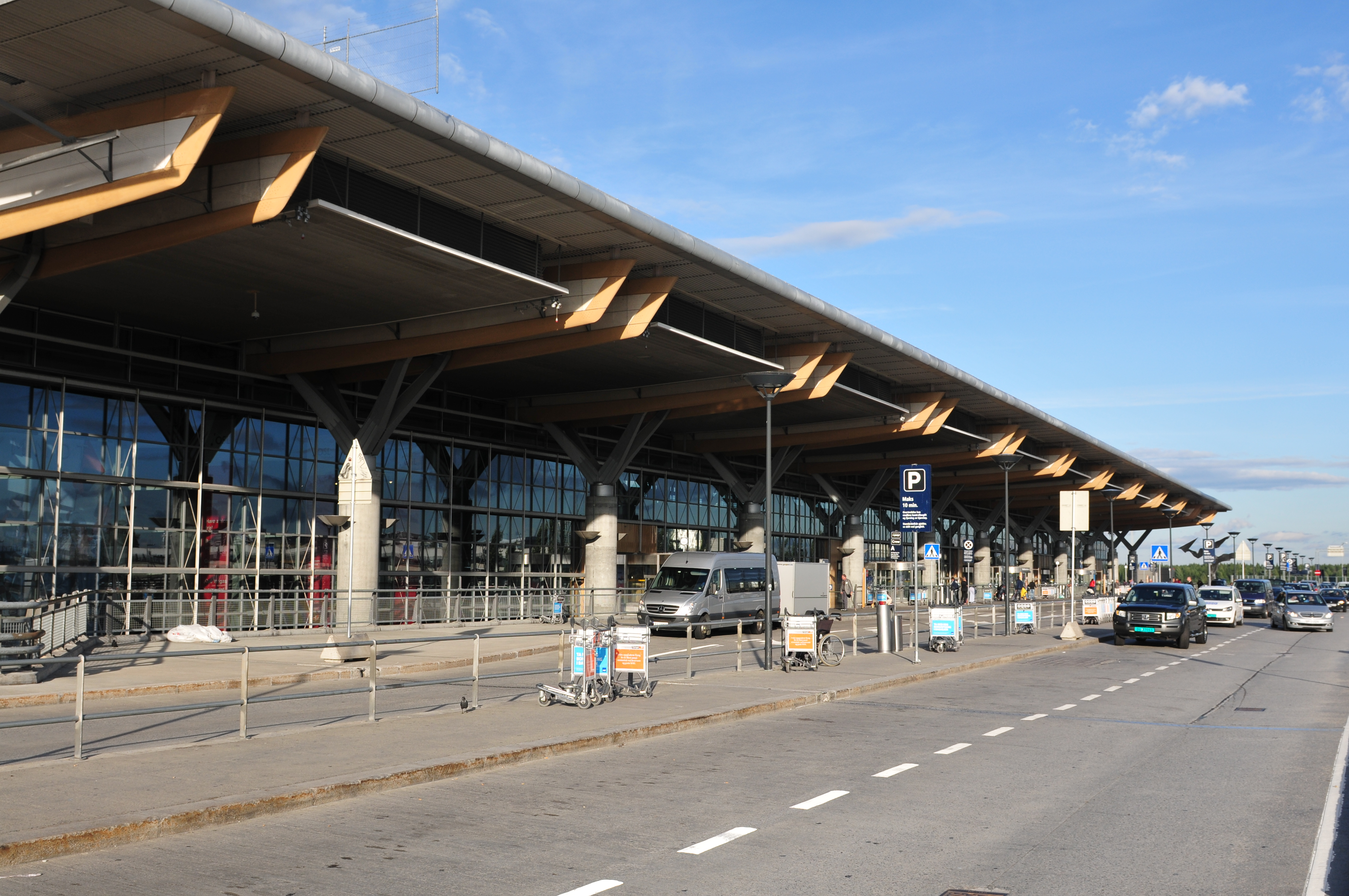
Terminal

オスロ空港 (IATA: OSL, ICAO: ENGM)（ノルウェー語: Oslo lufthavn, Gardermoen、英: Oslo/Gardermoen Airport）は、ノルウェー王国の首都、オスロの47キロ北方にある国際空港である。正式名称はガーデモエン空港(Gardermoen Airport)である。ノルウェー・エアシャトルの本拠地である。

## 施設
敷地面積は13平方キロメートル。アトランタ方式に基づき、2本の平行滑走路と、一直線に並んだ2つのコンコースを持つターミナルを備える。地熱を利用した地域熱供給システムがある。

### 滑走路
平行滑走路は2本で、西側のものの方(01L/19R)が長い。ともにILSカテゴリーIIIaを備え、発着容量は毎時80機である。夜間(23時から6時)の離着陸は規制されているものの、北側上空を利用した離着陸は許可される。

### ターミナル
旅客ターミナルは延長819メートル、建築面積148,000平方メートルである。Gudmund StokkeらAviaplanチームによる設計。木材、金属、ガラスの素材感を生かしたデザインで、航空会社にもデザインルールに従うことが義務づけられている。国内線17、国際線17の、合計34の搭乗口があり、その他に駐機場が18ある。館内放送はない。

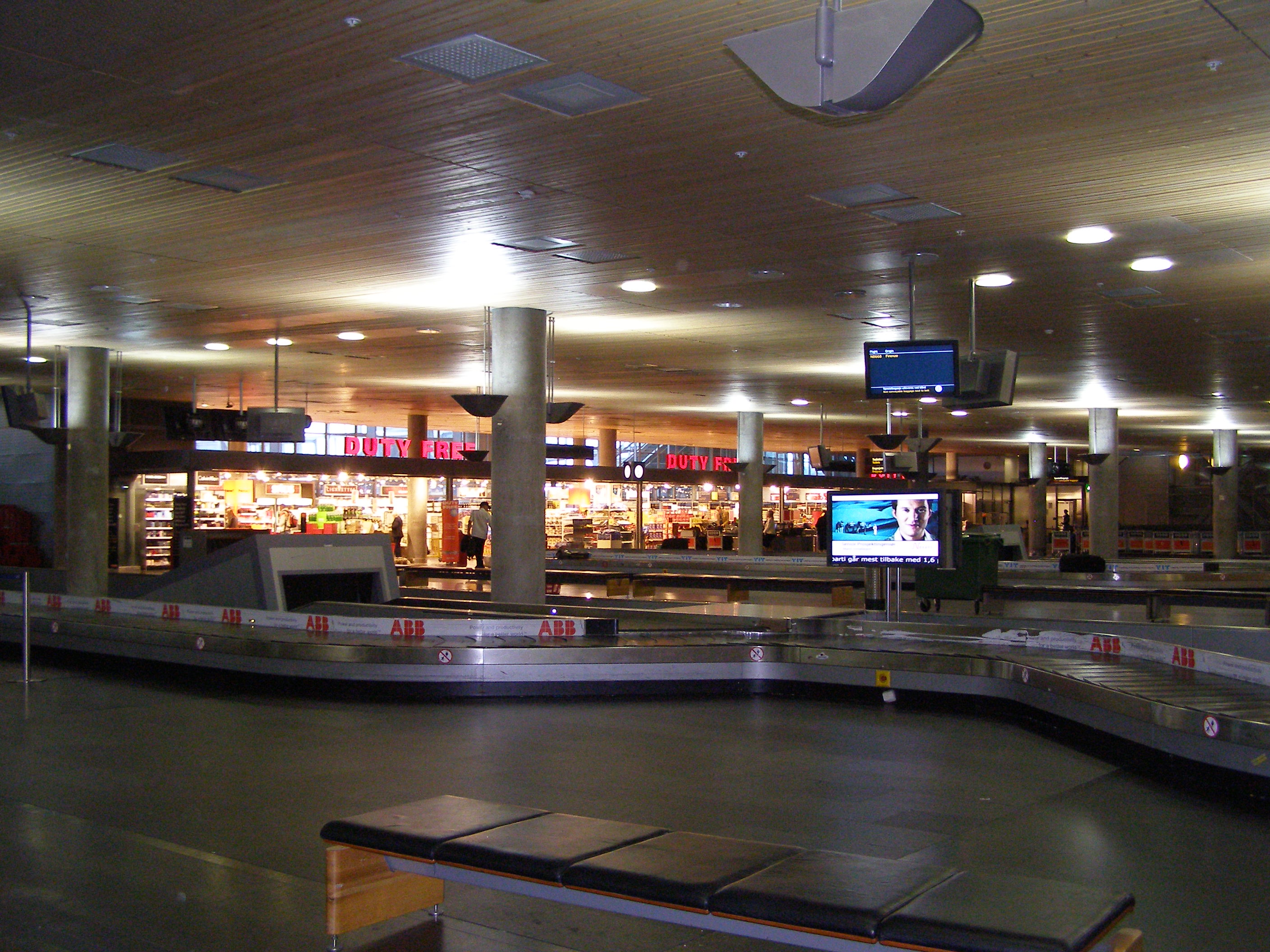
手荷物受取所にある免税店

小売店舗など航空業務以外に7200平方メートルが割り当てられており、なかでも国際線コンコースの手前を占める免税店は合計1530平方メートルでヨーロッパ最大である。全ての旅客がなるべく免税店街を通るよう工夫されており、到着した乗客も手荷物受取所にある免税店を利用することができる。これにより空港の収入の半分は小売店舗からの売り上げとなっている。
空港敷地西部には、貨物航空会社、ビジネスジェット、救急飛行機などのためのGAターミナルがあるが、取り扱いは少ない。

### 空軍基地
旅客ターミナルの北側にノルウェー空軍の基地がある。第135航空団、第335飛行隊が駐在し、ロッキードの輸送機C-130Jを2機擁する。この基地は4万平方メートルと小さいが、必要があれば容易に拡張可能な配置になっている。通常の人員輸送には民間旅客ターミナルを利用しており、年間20万人に達する。

## 運営会社
ノルウェーの空港公社Avinorの完全子会社であるオスロ空港株式会社(Oslo Lufthavn AS)が所有・運営している。2009年の売り上げは約35億ノルウェークローネ、経常利益は約10.5億クローネ。オスロ空港からの収益のほとんどは、Avinorがノルウェー各地の中小規模空港で出る損失の穴埋め（内部補助）に用いている。子会社を通じて周辺の不動産開発を行っており、ホテル（ラディソン）や会議施設、従業員用駐車場などを所有している。また情報通信サービスをTelenorとの共同出資で提供している。

## 拠点・焦点都市としている航空会社
1社の航空会社がこの空港をハブ空港（拠点都市）としている。また、1社の航空会社が焦点都市として運航している。
- スカンジナビア航空
- ノルウェー・エアシャトル

## 就航都市
| 航空会社                                             | 就航地 |
| ---------------------------------------------------- | --- |
| スカンジナビア航空                                   | オールボー、 オーフス、 アバディーン、 オーレスン、 アリカンテ、 アルタ、 アムステルダム、 アンタルヤ、バルドゥフォス、 ベルゲン、 ベルリン/テーゲル、 ビルン、 ボードー、 ブリュッセル、 ブダペスト、 コペンハーゲン、 ダブリン、 デュッセルドルフ、 エディンバラ、 フランクフルト、 ガズィパシャ、 グダニスク、グラン・カナリア（カナリア諸島）、 ハンブルク、 ナルヴィク、 ハウゲスン、 ヘルシンキ、 キエフ、 キルケネス、 クリスチャンサン/クリェビック、 クリスチャンサン/クヴェルンベルゲット、 ラクスエルブ、 ロンドン/LHR、 ロングイェールビーン（スヴァールバル諸島）、 マラガ、 マンチェスター、 ミラノ、 モルデ、 ミュンヘン、 ニューアーク、 ニース、 パルマ・デ・マリョルカ、 パリ/CDG、 レイキャビク、 スタヴァンゲル、 ストックホルム、 トロムソ、 トロンハイム、 ヴィリニュス、 チューリッヒ 季節運航: アテネ、 バルセロナ、 ビアリッツ、 バーミンガム、 ブルガス、 カリアリ、 ハニヤ、 ヒオス、 ドゥブロヴニク、 ファロ、ジュネーヴ、 イラクリオン（クレタ島）、 インスブルック、 カラマタ、 カルパトス、 ネストス、 コス島、 ラルナカ、 リスボン、 マルタ、 メノルカ、 マイアミ、 レスボス島、 サルデーニャ島、パレルモ、ピサ、プラハ、プリシュティナ、プーラ、 ロドス、 ローマ、 ザルツブルク、 サモス島、 サントリーニ、 スキアトス、 スプリト、 タリン、 テネリフェ（カナリア諸島）、 テッサロニキ、 ティヴァト、 トリノ、 バレンシア、 ヴェネツィア、 ヴィスビュー、ワルシャワ |
| ノルウェー・エアシャトル                             | オーレスン、 アリカンテ、 アルタ、 アムステルダム、 バルセロナ、 ベオグラード、 ベルゲン、 ベルリン/シェーネフェルト、 ビルン、 ボードー、 ブダペスト、 コペンハーゲン、 ダブリン、 デュッセルドルフ、 エディンバラ、 フォートローダーデール・ハリウッド、グダニスク、ジュネーヴ、グラン・カナリア（カナリア諸島）、 ハンブルク、ナルヴィク、 ハウゲスン、 ヘルシンキ、 カウナス、 キルケネス、 クラコウ、 クリスチャンサン、 ラルナカ、 ロンドン/LGW、 ロングイェールビーン（スヴァールバル諸島）、 マドリード、 マラガ、 ミラノ、 モルデ、 ミュンヘン、 ニューヨーク/JFK、 ニース、 パランガ、 パルマ・デ・マリョルカ、 パリ/CDG、 ポズナン、 プラハ、 プリシュティナ、 レイキャビク、 リガ、 ローマ、 スタヴァンゲル、 ストックホルム、 シュチェチン、 タリン、 テネリフェ（カナリア諸島）、 トロムソ、 トロンハイム、 ウィーン、 ヴィリニュス、 ワルシャワ、 ヴロツラフ 季節運航: アジャクシオ（コルシカ島）、 アンドイ、 アンタルヤ、 アテネ、 バンコク/スワンナプーム、 ビルバオ、 ボルドー、 ブルガス、 カターニア（シチリア島）、 ハニヤ、 ケルキラ、 ドバイ、 ドゥブロヴニク、 ファロ、 フンシャル（マデイラ島）、 イラクリオン（クレタ島）、 イビサ、 ケファロニア、 コス島、 クラビー、 ラクスエルブ、 ランサローテ（カナリア諸島）、 リスボン、 ロサンゼルス/LAX、 マルタ、 マンチェスター、 マラケシュ、 メノルカ、 ムルシア、 ナトポリ、 サルデーニャ島、 オーランド、 ピサ、 プリベザ/レフカダ、 プーラ、 ロドス、 ザルツブルク、 サンフランシスコ、 サントリーニ、 サラエヴォ、 スプリト、 ティラナ、 ティヴァト、 ヴァルナ、 ヴェネツィア、 ヴェローナ、 ザダル |
| サンクラス航空（トーマス・クック航空スカンジナビア） | チャーター: グラン・カナリア（カナリア諸島） 季節運航 チャーター: アンタルヤ、 バンジュール、 ブルガス、 ハニヤ、 イラクリオン（クレタ島）、 フルガダ、 ラルナカ、 パルマ・デ・マリョルカ、 プーケット、 プリベザ/レフカダ、 ロドス、 サル島、 スキアトス、 テネリフェ（カナリア諸島）、 ヴァルナ |
| ヴィデロー航空                                       | ブロンオイスン、 フローロ、 フォーデ、 イェーテボリ、 レクネス、 モー・イ・ラーナ、 モーシェーン、 ナムソス、 リュービック、 サンダネ、 サンドネスエン、 ソグンダル、 スヴェルベル、 トロムソ、 オシュタ 季節運航: モルデ、 ハッセル（ストクマークネス）、 トロンハイム |
| TUIフライ・ノルディック                              | チャーター: グラン・カナリア（カナリア諸島） 季節運航 チャーター: アルゲーロ、 アンタルヤ、 ハニヤ、 コス島、 ランサローテ（カナリア諸島）、 ラルナカ、 パルマ・デ・マリョルカ、 ロドス、 サモス島、 テネリフェ（カナリア諸島）、 ザキントス |
| エア・リープ                                         | オーランド、 レーロス 季節運航: ストックホルム |
| ダニッシュ・エア・トランスポート（DAT）              | ストルド |
| ノブエア                                             | 季節運航 チャーター: ハニヤ |
| アイスランド航空                                     | レイキャビク |
| フィンエア                                           | ヘルシンキ |
| ブリティッシュエアウェイズ                           | ビルン、 ロンドン/LHR |
| イージージェット                                     | ベルリン/テーゲル |
| TUIエアウェイズ                                      | 季節運航 チャーター: カンクン、 クラビー |
| ライアンエア                                         | ロンドン/STN、 ヴィリニュス |
| KLMオランダ航空                                      | アムステルダム |
| ブリュッセル航空                                     | ブリュッセル |
| ルフトハンザドイツ航空                               | フランクフルト、 ミュンヘン |
| ユーロウィングス                                     | ハンブルク |
| オーストリア航空                                     | ウィーン 季節運航 チャーター: インスブルック |
| スイス インターナショナル エアラインズ               | チューリッヒ |
| エア・フランス                                       | パリ/CDG |
| イベリア航空                                         | マドリード |
| ブエリング航空                                       | バルセロナ |
| TAPポルトガル航空                                    | リスボン |
| LOTポーランド航空                                    | ワルシャワ |
| アエロフロート・ロシア航空                           | モスクワ/シェレメーチエヴォ |
| エア・バルティック                                   | リガ、 タリン、ヴィリニュス |
| エア・セルビア                                       | ベオグラード |
| ブルー・エア                                         | ブカレスト |
| クロアチア航空                                       | 季節運航: ザグレブ |
| ウィズエアー                                         | ベルゲン、 ブダペスト、 グダニスク、クラコウ、 サンクトペテルブルク、 トロムソ、 トロンハイム、 ウィーン |
| アルキア・イスラエル航空                             | 季節運航: テルアビブ |
| ターキッシュエアラインズ                             | イスタンブール（新） |
| ペガサス航空                                         | イスタンブール/サビハ・ギョクチェン |
| コレンドン航空                                       | 季節運航: アンタルヤ |
| フリーバード航空                                     | 季節運航 チャーター: ダラマン |
| サンエキスプレス                                     | 季節運航:アンタルヤ |
| 大韓航空                                             | 季節運航 チャーター: ソウル/仁川 |
| 海南航空                                             | 季節運航: 北京/首都 |
| タイ国際航空                                         | バンコク/スワンナプーム |
| エミレーツ航空                                       | ドバイ |
| パキスタン国際航空                                   | イスラマバード、 ラホール |
| カタール航空                                         | ドーハ |
| エチオピア航空                                       | アディスアベバ、 ストックホルム |

## 空港へのアクセス
オスロ空港は公共交通の利用率が60%を超えており、ヨーロッパの空港では最も高い水準である。
フリートーゲ
空港開業に合わせて敷設された高速新線を走行する特急列車。空港のすぐ下にあるオスロ空港駅からオスロ中央駅まで、所要時間は19分ないし22分で、運賃は170ノルウェークローネ。平日は10分おきに運行しており、うち半数はオスロ西方のドランメンまで乗り入れている。利便性が評価されて地上交通の34%を占める。
ノルウェー国鉄
同じく高速新線を利用する列車で、所要時間は28分ないし38分、運賃は90 - 110ノルウェークローネ。1時間に2便しかないが、うち1便はサンデフィヨル空港(Sandefjord Airport, Torp)への乗り継ぎにも利用できる。
バス
フリーブッセン(Flybussen)が各地へ結んでいる。
自家用車
ノルウェー国道35号線があり、6km東で欧州自動車道路に接続している。空港には1万台分の駐車場が用意されている。

## 歴史

### 軍用飛行場時代

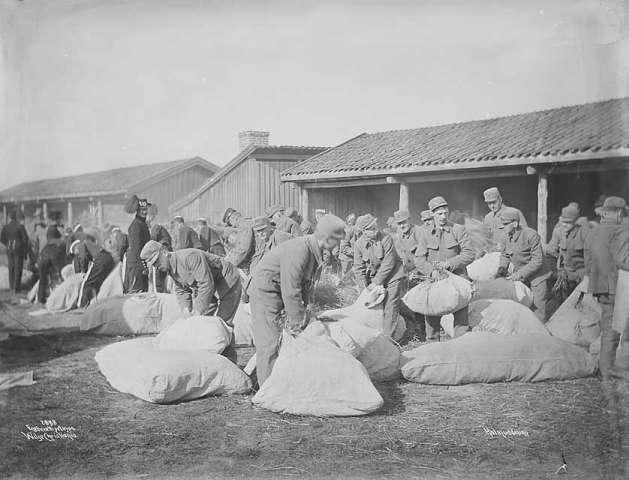
1904年陸軍野営地時代のガーデモエン

1740年デンマーク統治下のノルウェー陸軍が、ガーデモエンを野営地として利用し始めた。当時はFredericksfeldtと呼ばれており、現在の呼び名は1788年からである。当初は騎兵隊、次いで竜騎兵隊、騎乗海兵隊が利用し、1834年からは歩兵隊、1860年からは砲兵隊も利用するようになった。軍用飛行場としての利用は1912年からであるが、当初はただの広場であった。ナチス・ドイツ支配下ではドイツ空軍がガーデモエンを占領し、格納庫や滑走路（2000mが2本交差）といった施設を建造する。第二次世界大戦後、ノルウェー空軍の主たる飛行場となり、戦闘機中隊3と輸送機中隊1が駐留した。
ガーデモエン空港をオスロを含む東部ノルウェーの主要空港として整備するというアイデアは1946年に遡る。しかし実際には長年の間オスロ南西8kmに位置するオスロ・フォルネブ空港が主に利用されており、ガーデモエン空港はフォルネブ空港が霧で利用できない時の代替空港として利用されていた。また民間航空会社の訓練用飛行場として、あるいはゼネラル・アビエーション用の空港としても利用されていた。フォルネブ空港よりも滑走路が長いため、1946年から1952年の間は全ての大陸間航路が発着するなど長距離路線で利用されることがたびたびあったが、フォルネブ空港が拡張されるとすぐにそちらへ移ることを繰り返した。1972年になるとフォルネブ空港の離着陸枠が一杯になり、スカンジナビア航空とブローテン航空を除くチャーター便は全てがガーデモエン空港に移された。それ以上の拡張は困難であり、チャーター便に引き続き国際線をガーデモエン空港に移すか、それとも新空港を建設するかという判断を迫られることになった。

### 建設地論争
1970年、政府報告書はHobølに新空港を建設することを提言した。しかし同時にまだその時期でないとしたため、その地区は計画地として保留された。1970年代は中央党や労働党政権の政策によりノルウェー東部よりも地方への投資が優先されたため進捗がなかった。1980年代になり航空需要が増大し1988年までに国際線をすべてガーデモエンに移す必要が明らかになった。Hobølの計画地はすでに放棄されていたので、ガーデモエンに新空港を建設するか、Hurumに空港を建設するかが検討された。この時の報告書はガーデモエンの空軍基地の必要性を考慮していなかったため批判され、1988年に内閣はHurumを建設地とする方針を決定した。ところが1989年になるとHurumは気象条件が悪いという調査報告が出る。これには気象学者やパイロットたちから事実に反するという大規模な批判が出たものの、2つの政府委員会が調査した結果、いずれも調査に問題はないと結論した。かくして再びガーデモエンが候補地となり、1992年10月8日に法案が可決された。気象報告が操作されていると主張していた技術者Jan Fredrik Wiborgが、1994年にコペンハーゲンのホテルの窓から落ちて不審死を遂げるなど、法案が可決された後も議論は引き続いた。

### 建設
国家予算からノルウェー東部への支出を最低限に抑えるため、議会は空港の建設と運営を独立した会社に任せることにした。ノルウェーの空港公社Avinorの完全子会社として、1992年Oslo Hovedflyplass AS（資本金2億ノルウェークローナ）として設立され、1996年にOslo Lufthavn ASに改称した。1997年からはフォルネブ空港の運営も担い、建設費はフォルネブ空港からの売り上げと公債とで賄われた。
新空港の建設は1993年8月13日に始まった。まず既存の空軍基地が取り壊され、小規模で近代的な基地へと建て替えられた。ガーデモエンには空軍基地以外にも270戸があり、これは17億クローネをかけて国が収用しオスロ空港会社へ貸し付けている。西側の滑走路は空軍により改善済みの既存のものを利用した一方、東側に新規の滑走路を敷設した。新たなガーデモエン空港は1998年10月8日に開港したが、前日までフォルネブ空港が利用され、夜間に300人とトラック500台により設備が輸送された。
議会は同時に空港連絡鉄道の敷設を決定しており、オスロから空港を経由してアイツヴォルまで64kmの高速新線が敷設された。敷設にかかる費用は空港本体と同様にノルウェー国鉄の子会社による債券発効で賄われたが、長大なロメリケトンネルの工事で大規模な湧水が起こり、その対策に巨額の追加費用を要した。アクセス特急フリートーゲは開港と同日に開業したものの、ロメリケトンネルは1年遅れて完成した。一方アクセス道路については、欧州自動車道路E6および国道35号線が改良され車線が増加した。

### 開港以降
開港により格安航空会社Color Airが新たに就航し、ベルゲン・トロンハイム・オーレスンへの航路でSASやブローテンと競争を始めたが、まもなく1999年10月には破産してしまう。
ガーデモエン空港は着氷性の霧や雨に悩まされている。1998年12月14日には雨氷現象が発生し、20機以上のエンジンが離陸中に損傷をうけ、うち5機が片肺飛行で予防着陸を行った。

## 将来計画
旅客数は引き続き増加傾向にあり、すでに想定された旅客容量である年間1700万人を超えている。そこで現在の旅客ターミナルに新たなコンコースを増設したり、北側に地下通路で結ばれた第2ターミナルを建造したりする計画があり、2017年の完成を目標に建設中である。第2ターミナル完成後は旅客数が年間2800万人に達すると考えられている。滑走路の増設も検討されているが、現在のところ具体化していない。